# Rysslands röst

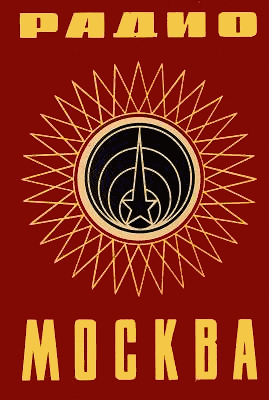
QSL-kort från Radio Moskva (1969)

Rysslands röst (ryska: Голос России, Golos Rossii) var den ryska regeringens internationella utlandskanal. Den var världens tredje största radiostation efter BBC och Voice of America. Dess föregångare Radio Moskva var sovjetregeringens utlandsorgan. Den 10 november 2014 ersattes Rysslands Röst med den nybildade nyhetsbyrån Sputnik.

## De första åren
Radio Moskva började sända 1922 med en RV-1-sändare i Moskvaregionen. 1925 tillkom en andra sändare i Leningrad. År 1929 var Moskva först i världen med sina utlandssändningar när man började sända på tyska och engelska. 1939 sände Radio Moskva på flera språk, däribland engelska, franska, tyska, italienska, svenska och arabiska, till utlandet. Radio Moskva uttryckte oro över Nazitysklands ökade makt i Europa samtidigt som de italienska sändningarna blev utsatta för störningar på order av Mussolini. När Tyskland under andra världskriget angrep Sovjetunionen flyttades sändningarna till Ufa, öster om det område som flygbombades.

## Under kalla kriget
Det var först under 1950-talets början som man riktade uppmärksamheten mot USA, med sändare i Vladivostok och Magadan. De första sändningarna på franska och engelska till Afrika gick ut i etern i slutet av 1950-talet. År 1961 talade Moskva för första gången tre afrikanska språk: amhariska, swahili och haussa. Med tiden fick lyssnarna i Afrika möjlighet att lyssna på ytterligare åtta afrikanska språk.

## Förändringar 1980-1991
I slutet av 1970-talet bytte den engelskspråkiga tjänsten namn till Radio Moscow World Service. Samtliga program var tvungna att godkännas av en "direktoratprogrammering", en form av censur som togs bort först år 1991. Vid sin höjdpunkt sändes Radio Moskva på över 70 olika språk med sändare i Sovjetunionen, Östeuropa och Kuba. Radio Moskvas igenkänningsmelodi byttes ut från att ha varit Широка стрaнa моя ("Mitt vidsträckta land") till Mussorgskijs "Bilder från en utställning" 1991.

## Språk
2013 sände Rysslands röst radio på 38 språk, däribland följande:

- albanska
- arabiska
- armeniska
- bengaliska
- bulgariska
- dari
- engelska
- franska
- grekiska
- hindi
- italienska
- japanska
- kinesiska
- kirgiziska
- koreanska
- kurdiska
- moldaviska
- mongoliska
- pashto
- persiska
- polska
- portugisiska
- rumänska
- ryska
- serbiska
- slovakiska
- spanska
- tjeckiska
- tjetjenska
- turkiska
- tyska
- urdu
- uzbekiska
- vietnamesiska

## De svenska programmen
Moskva sände på svenska mellan den 11 februari 1932 och den 27 mars 2009. På måndagar, onsdagar och fredagar kunde man höra de svenska sändningarna, på kort- och mellanvåg, mellan 19.30 och 20.00. 
De första anställda på redaktionen var Tanja Sterina och Sixten von Gegerfelt. Tanja Sterina åkte till Moskva för att hälsa på sin far i början av 1930-talet, men kunde inte resa tillbaka till Sverige när hennes far arresterades. Därför började hon arbeta på Moskvaradion, endast 18 år gammal. Programchef år 2009 var Ljubov Zacharova, reporter Irina Gardenina. Gleb Gorevtsov och Rasmus Smeds översatte från ryska och läste upp programmen, Svetlana Poliakova och Eugenia Tjertova skötte inspelningen och ansvarade för redaktionens webbplats. Ett av de mest populära programmen var "Lyssnarbrevlådan", där Irina Gardenina läste upp lyssnarnas brev, svarade på frågor och spelade önskad musik.
Efter att de svenska sändningarna upphört 2009 fortsatte Rysslands röst svenskspråkig nyhetsrapportering via nätet. I april 2015 ersattes denna av Sputnik.